# Sanas Chormaic
Sanas Chormaic (Engels: Cormac's Glossary) is de verklarende woordenlijst van Cormac, een zeer waardevolle Ierse encyclopedie van namen en orale overleveringen, die in de tiende eeuw werd samengesteld door de koning van Cashel, Cormac mac Cuilennan (Cormac de zoon van Cuilennan, soms ook aangeduid als Uí Cuilennan). Deze woordenlijst bevat een poging tot etymologie van meer dan 1400 Ierse begrippen en de geschiedenis van verschillende Keltische goden en godinnen. Voor zover deze lijst inzicht geeft over het Ierse volksgeloof van de tiende eeuw en de heidense tijd die aan het christendom voorafging, is het van onschatbare betekenis. 
De woordenlijst laat zien hoe in een euhemerisering-proces delen van het heidense wereldbeeld werden opgenomen in een gekerstende cultuur. Keltische goden werden omgevormd tot pseudo-historische helden, waarover binnen het christendom zonder angst voor geloofsafval kon worden verteld. De lijst kent vier onderdelen, die verwijzen naar de feestdagen Samhain, Imbolc, Beltane en Lughnasadh, beschrijft magische praktijken en bevat uitleg over de oorsprong en betekenis van godennamen, waaronder Brigit, Anu, de Morrígan en Manánnan Mac Lir. 
Van de tekst bestaan twee bewerkingen. De oudste is het Boek van Leinster, de andere is het Boek van Hy Many. Vermoedelijk was de woordenlijst een onderdeel van een groter geheel, aangeduid als de Saltair Chaisil. Dit zou een verloren gegane verzameling van door Cormac bewerkte maniscripten zijn geweest. 
Er bestaan twee belangrijke vertalingen van, de eerste door Whitley Stokes (1862,1868) en de tweede door Kuno Meyer (1913).